# Cratere Paige
Paige  è un cratere sulla superficie di Venere.